# Pensionær (titel)
Pensionær (fransk pensionnaire) var en i de større hollandske byer en særlig benævnelse for en kommunal embedsmand.
Betegnelsen advocatus civitatis (byskriver), der i modsætning til de egentlige magistratsmedlemmer oppebar en årlig lønning og derfor i almindelighed kaldtes pensionarius (hollandsk pensionaris). Han var magistratens juridiske konsulent og i reglen dens ordfører, ledede i vigtige sager forhandlingerne, førte protokollen ved møderne, udfærdigede alle officielle skrivelser og var i det hele taget, skønt han ikke var stemmeberettiget medlem af byens øvrighed, den ledende ånd i den kommunale styrelse.
I provinsen Hollands stænderforsamling "Staterne", der væsentlig bestod af deputerede fra de stemmeberettigede stæder, kaldtes den lønnede sekretær, advocatus generalis, ligeledes pensionær eller til forskel fra stadpensionærerne rådspensionær (hollandsk raadpensionaris); af engelsk oprindelse er benævnelsen storpensionær.
Som Statssekretær havde han de udenrigske sager under sig og var i virkeligheden premierminister, hvorved han, skønt han ikke havde stemmeret ved stændernes forhandlinger og altså ikke hørte til "regenterne", blev den egentlige styrer af Holland, og da denne provins på grund af sin rigdom og folkemængde havde overvægten på de forenede provinsers stænderforsamling, "Generalstaterne" (der havde deres egen sekretær, som her blot kaldtes griffier, af fransk greffier, retsskriver), var ledelsen af republikkens politik lagt i hænderne på Hollands rådspensionær.
I Nederlandenes stormagtstid havde disse embedsmænd derfor europæisk betydning, og mænd som Jan van Oldenbarneveld, Johan de Witt, Gaspard Fagel og Anthonij Heinsius har spillet en hovedrolle i Europas historie.